# Wentzwiller
Wentzwiller là một xã trong tỉnh Haut-Rhin, vùng Grand Est ở đông bắc Pháp. Xã này có diện tích 4,71 km², dân số năm 1999 là 688 người. Khu vực này có độ cao 335 mét trên mực nước biển.